# Liste der amerikanischen Militärstandorte in Großbritannien

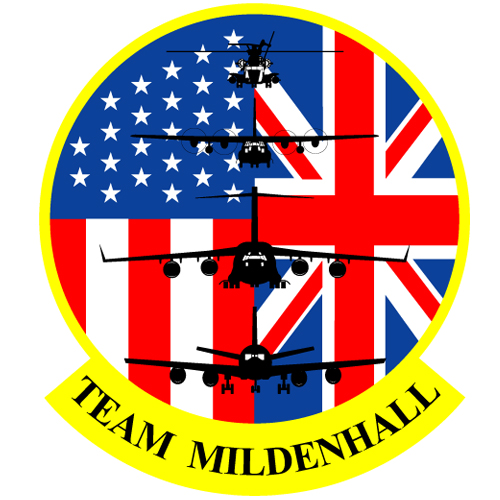
Logo mit britisch-amerikanischer Freundschaft

United States Air Forces in Europe

Die Liste der amerikanischen Militärstandorte in Großbritannien verzeichnet alle militärischen Einrichtungen US-amerikanischer Verbände in Großbritannien von 1948 bis in die Gegenwart, sowohl geschlossene als auch noch bestehende.

## Grundsätzliches

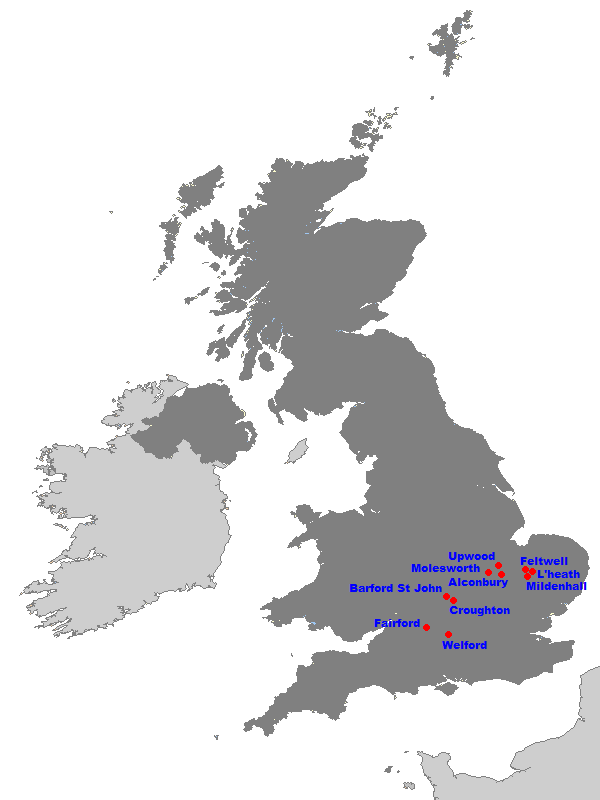
Wichtigste Flugplätze der US Air Force in England

Nach dem Anwachsen der Spannungen zwischen den Siegermächten des Zweiten Weltkrieges im Kalten Krieg nahm Großbritannien für die USA die Funktion des Widerlagers der transatlantischen Brücke nach Europa ein. Insbesondere die Fernkampfbomber des Strategic Air Command (SAC) nutzten die gut ausgebauten Einsatzflugplätze der Royal Air Force (RAF) in East Anglia. Beginnend 1954 wurden die amerikanischen Luftstreitkräfte umgruppiert: die grenznah stationierten taktischen Verbände von United States Air Forces in Europe (USAFE) in Bayern wurden nach Rheinland-Pfalz verlegt, die strategischen Kräfte des SAC nutzten statt der Plätze in Norfolk und Suffolk nunmehr die hinter dem britischen RAF Bomber Command liegenden RAF-Basen in  den Home Counties nordwestlich von London; auf den Flugplätzen in East Anglia wurden taktische, teilweise nuklearfähige Verbände von USAFE stationiert. Ebenso wurde ein Teil der 1958 und 1966 aus Frankreich abgezogenen amerikanischen nuklearfähigen Fliegerkräfte – soweit sie nicht in die Bundesrepublik Deutschland verlegt wurden – in England stationiert.
Der Schutz der RAF-Flugplätze oblag bis 1957 dem zur US Army gehörenden 32nd Anti Aircraft Defense Command (AADCOM). Von 1960 bis 1992 nutzte auch die US Navy Stützpunkte in Großbritannien, insbesondere die Basis am Firth of Clyde in Schottland diente den amerikanischen Atom-U-Booten. Der europäische Pfeiler des Frühwarnnetzes zur Abwehr ballistischer Flugkörper (BMEWS) stand in Yorkshire. Mit dem Ende des Kalten Krieges wurden die meisten amerikanischen Militärstandorte in Großbritannien geschlossen.

## Liste der Militärstandorte

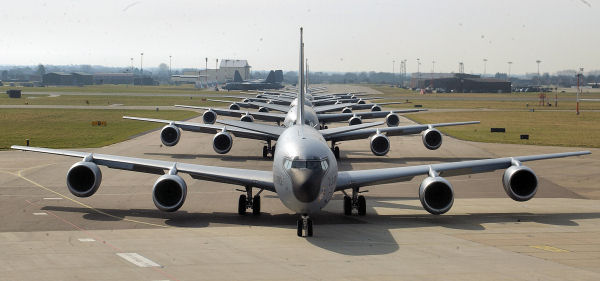
KC-135 Tankflugzeuge in RAF Mildenhall

Die Gliederung der Listen für East Anglia, Home Counties, Midlands, London und Südengland, Nordengland, Wales, Schottland sowie Isle of Man orientiert sich im Wesentlichen an der Nummerierung der amerikanischen Feldpost – Army Post Office (APO) für US Army und US Air Force, Fleet Post Office (FPO) für US Navy. Wo es sinnvoll erschien, um den strategisch-taktischen Zusammenhang zu spiegeln, wurde auch davon abgewichen. In den weiteren Spalten werden der Ortsname, der militärische Verband (Station) und die Grafschaft genannt, weiterhin werden – je nach Notwendigkeit – die Dauer der Anwesenheit aufgeführt, von:
- Strategic Air Command (SAC), HQ Offutt Air Force Base, Nebraska
- United States Air Forces in Europe (USAFE), HQ Lindsey Air Station, Wiesbaden (1973 Ramstein Air Base)
- Air Force Communications Command (AFCC), HQ Scott Air Force Base, Illinois
- Military Airlift Command (MAC), HQ Scott Air Force Base, Illinois
- Electronic Security Command (ESC), HQ Lackland Air Force Base, Texas
- Air Force Space Command (AFSPC), HQ Peterson Air Force Base, Colorado
- United States Army in Europe (USAREUR), HQ Heidelberg (2013 Wiesbaden)
- United States Navy Europe (USNAVEUR), HQ London

## East Anglia
| APO 1955 | APO 1990 | Ort             | Station                              | Grafschaft     | SAC       | USAFE                | AFCC      | MAC       | ESC       | AFSPC     | USAREUR   | Bemerkung |
| -------- | -------- | --------------- | ------------------------------------ | -------------- | --------- | -------------------- | --------- | --------- | --------- | --------- | --------- | --- |
| 22       | 48       | Fakenham        | RAF Sculthorpe                       | Norfolk        | 1949–1962 | 1951–1994            |           |           |           |           |           | 49th Air Division, 47th Bombardment Wing |
| 22       |          | Blakeney        | RAF Langham                          | Norfolk        | 1947–1961 |                      |           |           |           |           |           | Ausweichplatz für RAF Sculthorpe |
|          |          | Marham          | RAF Marham                           | Norfolk        | 1946–1950 |                      |           |           |           |           |           | 24 Vaults (Maximum Kapazität 96 nukleare Gefechtsköpfe), nicht in Betrieb genommen |
|          | 120      | Braintree       | RAF Wethersfield (WED)               | Essex          | 1951–1970 | 1960–1970            |           |           |           |           |           | |
|          |          | Braintree       | High Garrett Radio Relay Site (HAT)  | Essex          |           | 1964–1990            |           |           |           |           |           | Relaisstation im globalen Richtfunknetz US Air Force (STRATCOM/AIRCOM/EAME) |
|          |          | Great Bromley   | Great Bromley Radio Relay Site (GBY) | Essex          |           | 1964–1990            |           |           |           |           |           | Relaisstation im globalen Richtfunknetz US Air Force (STRATCOM/AIRCOM/EAME) |
| 127      | 127      | Mildenhall      | RAF Mildenhall (MIL)                 | Suffolk        |           | seit 1959            | 1960–1992 | seit 1966 |           |           |           | 1966 im Rahmen der Operation FRELOC Verlegung der Einsatzbasis Évreux-Fauville → RAF Mildenhall, HQ Third Air Force, Basis für KC–135 Tankflugzeuge |
| 179      | 129      | Cranwich        | RAF Feltwell                         | Norfolk        |           |                      |           |           |           | 1989–2003 | 1951–1958 | HQ 5th Space Surveillance Sqn; Cranwich Camp. RAF Feltwell war Versorgungs- und Schulzentrum für Lakenheath und Mildenhall |
|          | 179      | Brandon         | RAF Lakenheath (LAH)                 | Suffolk        | 1951–1960 | 1946–1951, seit 1960 | 1960–1992 |           | 1950–1997 |           | 1951–1958 | 1958 im Rahmen der Operation „Red Richard“ Verlegung von 48th Fighter Bomber Wing (FBW) von Chaumont-Semoutiers → RAF Lakenheath, 48 Vaults (Maximum Kapazität 192 nukleare Gefechtsköpfe, 2005 110 Bomben B-61 gelagert, 2007 Abzug der Atomwaffen); Fernmelde- und elektronische Aufklärung |
|          |          | Bury St Edmunds | RAF Shepherds Grove                  | Suffolk        | 1954–1966 |                      |           |           |           |           |           | |
|          | 236      | Alconbury       | RAF Alconbury (ANY)                  | Cambridgeshire | 1985–1991 | 1953–2020            | 1960–1992 |           |           |           |           | 1958 im Rahmen der Operation „Red Richard“ Verlegung von 10th Tactical Reconnaissance Wing (TRW) von Spangdahlem → RAF Alconbury (UK), „Tri-Base Area Alconbury, Molesworth Upwood“ |
|          |          | Alconbury       | Magic Mountain                       | Cambridgeshire |           |                      |           |           | 1988–1989 |           |           | 1988 Bau des streng geheim gehaltenen unterirdischen Bunkers für nachrichtendienstliche Zwecke auf der Basis RAF Alconbury; drei Monate nach der Fertigstellung fiel die Berliner Mauer und der Bunker wurde stillgelegt.                                                                     |
| 190      | 238      | Huntingdon      | RAF Molesworth                       | Cambridgeshire |           | 1953–1956            | 1960–1992 | 1956–1957 |           |           |           | GLCM-Basis 1983–1988, 2 Vaults (Maximum Kapazität 8 W-80 Gefechtsköpfe, 1988 Abzug der Atomwaffen nach INF-Vertrag), „Tri-Base Area Alconbury, Molesworth Upwood“ |
|          |          | Upwood          | RAF Upwood                           | Cambridgeshire |           | 1981–1995            |           |           |           |           |           | 608th USAF Contingency Hospital, „Tri-Base Area Alconbury, Molesworth Upwood“ |
|          |          | Wyton           | RAF Wyton                            | Cambridgeshire |           | 1988–1995            |           |           |           |           |           | Ausweichplatz für RAF Alconbury |
|          |          | Bassingbourn    | RAF Bassingbourn                     | Cambridgeshire | 1948–1951 |                      |           |           |           |           |           | |
|          | 405      | Woodbridge      | RAF Woodbridge (WDE)                 | Suffolk        |           | 1952–1993            |           | 1952–1993 |           |           |           | „Twin Base Bentwaters Woodbridge“ |
|          | 755      | Rendlesham      | RAF Bentwaters (BTS)                 | Suffolk        |           | 1951–1993            | 1960–1992 |           |           |           |           | 25 Vaults (Maximum Kapazität 100 nukleare Gefechtsköpfe, 1994 Abzug der Atomwaffen), „Twin Base Bentwaters Woodbridge“ |
|          |          | Woodbridge      | RAF Martlesham Heath (MAM)           | Suffolk        |           |                      | 1961–1990 |           |           |           |           | Relaisstation im Europäischen Breitbandsystem zwischen Flobecq (Belgien) und Fylingdales Moor (Yorkshire) |

## Home Counties
| APO 1955 | APO 1990 | Ort             | Station                                 | Grafschaft      | SAC       | USAFE     | AFCC      | ESC       | USAREUR   | Bemerkung |
| -------- | -------- | --------------- | --------------------------------------- | --------------- | --------- | --------- | --------- | --------- | --------- | --- |
| 147      |          | Carterton       | RAF Brize Norton                        | Oxfordshire     | 1952–1965 | 1951–1994 |           |           | 1951–1958 | Chemiewaffen 1951–1958 |
| 167      | 150      | Newbury         | RAF Greenham Common                     | Berkshire       | 1951–1964 | 1967–1992 | 1960–1992 |           | 1951–1958 | FlaBtl 32d AADCOM; GLCM-Basis 1983–1992, 2 Vaults (Maximum Kapazität 8 W-80 Gefechtsköpfe, 1991 Abzug der Atomwaffen nach INF-Vertrag)                                                           |
|          | 193      | Chefford        | RAF Chicksands (CHS)                    | Bedfordshire    |           |           | 1960–1992 | 1950–1997 |           | Fernmelde- und elektronische Aufklärung, 1962 Wullenweber AN/FLR-9 Antenne „Elephant Cage“, Detachments in RAF Edzell, RAF Menwith Hill, RAF Lakenheath                                          |
| 194      | 194      | Bicester        | RAF Upper Heyford (UHD)                 | Oxfordshire     | 1950–1965 | 1966–1993 | 1960–1992 |           |           | 1966 im Rahmen der Operation FRELOC Verlegung der Aufklärungsflugzeuge von Laon-Couvron → RAF Upper Heyford, 55 Vaults (Maximum Kapazität 220 nukleare Gefechtsköpfe, 1994 Abzug der Atomwaffen) |
|          |          | Bicester        | RAF Bicester Service Annex              | Oxfordshire     |           | 1966–1993 |           |           |           | 317th USAF Contingency Hospital |
|          | 241      | High Wycombe    | High Wycombe Air Station (HYE)          | Buckinghamshire | 1958–1965 | 1966–1991 |           |           |           | HQ 7th Air Division (SAC); 1966 im Rahmen der Operation FRELOC Verlegung des Hauptdepots USAFE von Châteauroux-Déols → RAF High Wycombe; unterirdischer Bunker als KriegsHQ USEUCOM              |
|          |          | Bovingdon       | RAF Bovingdon Radio Relay Site(BVN)     | Hertfordshire   |           | 1951–1962 |           |           |           | Basis für Verbindungsflugzeuge. Relaisstation im globalen Richtfunknetz US Air Force (STRATCOM/AIRCOM/EAME)                                                                                      |
|          |          | Barkway         | Barkway Communications Site (BRY)       | Hertfordshire   |           | 1964–1990 |           |           |           | Relaisstation im globalen Richtfunknetz US Air Force (STRATCOM/AIRCOM/EAME) |
|          | 607      | Newbury         | RAF Welford (WLD)                       | Berkshire       | seit 1954 |           |           |           |           | Munitionsdepot für RAF Fairford |
|          |          | Shellingford    | RAF Shellingford                        | Oxfordshire     |           |           |           |           | 1951–1957 | Werkstatt zur Wartung von Radargeräten |
|          |          | Barford St John | RAF Barford St John                     | Oxfordshire     |           |           | seit 1951 |           |           | Fernmeldestation (Transmitter Annex) |
|          |          | Watlington      | Christmas Common Radio Relay Site (CSN) | Oxfordshire     |           | 1964–1990 |           |           |           | Relaisstation im globalen Richtfunknetz US Air Force (STRATCOM/AIRCOM/EAME) |

## Midlands
| APO 1955 | APO 1990 | Ort               | Station                                  | Grafschaft       | SAC       | USAFE     | AFCC      | USAREUR   | Bemerkung                                                                                         |
| -------- | -------- | ----------------- | ---------------------------------------- | ---------------- | --------- | --------- | --------- | --------- | ------------------------------------------------------------------------------------------------- |
| 129      | 125      | Fairford          | RAF Fairford                             | Gloucestershire  | seit 1950 | seit 2005 | 1960–1992 | 1951–1958 | HQ 11th Strategic Group, Basis für KC–135 Tankflugzeuge, Notlandeplatz für Space Shuttle der NASA |
| 147      |          | Gloucester        | Gloucester                               | Gloucestershire  |           |           |           | 1951–1958 | 34th AAA Brigade, 32nd AADCOM                                                                     |
|          | 198      | Cheltenham        | RAF Little Rissington                    | Gloucestershire  |           | 1981–1993 |           |           | Military Contingency Hospital                                                                     |
|          |          | Cheltenham        | GCHQ Cheltenham                          | Gloucestershire  |           |           |           |           | Special U.S. Liaison Office (Department of Defense/Joint Agencies) (seit 1954)                    |
| 212      |          | East Kirkby       | RAF East Kirkby                          | Lincolnshire     |           | 1954–1958 |           |           | Luftrettung (Codename „Silksheen“)                                                                |
| 243      | 238      | Chelveston        | RAF Chelveston (CEN)                     | Northamptonshire | 1952–1959 | 1959–1968 |           |           | Chelveston Storage Annex, Chelveston Radio Relay Station/Caldecott Radio Relay Station            |
|          |          | Daventry          | Daventry Radio Relay Site (DTY)          | Northamptonshire |           | 1964–1990 |           |           | Relaisstation im globalen Richtfunknetz US Air Force (STRATCOM/AIRCOM/EAME)                       |
|          | 243      | Cirencester       | RAF Kemble                               | Gloucestershire  |           | 1983–1994 |           |           | Air Force Logistics Command, Support Group Europe. Werft zur Wartung der Flugzeuge von USAFE      |
|          | 378      | Croughton         | RAF Croughton (CRO)                      | Northamptonshire |           |           | 1950–1996 |           | Zentrale für Fernmeldeverbindungen                                                                |
|          |          | Bruntingthorpe    | RAF Bruntingthorpe                       | Leicestershire   | 1953–1959 | 1959–1962 |           |           | Ausweichplatz für RAF Alconbury                                                                   |
|          |          | Lincoln           | RAF Sturgate                             | Lincolnshire     | 1953–1964 |           |           |           | US-Munitionsdepot für britische Thor-Raketen in RAF Hemswell                                      |
|          |          | Scampton          | RAF Scampton                             | Lincolnshire     | 1948–1949 |           |           |           |                                                                                                   |
|          |          | Nocton Hall       | RAF Nocton Hall                          | Lincolnshire     |           | 1984–1995 |           |           | Air Force Contingency Hospital                                                                    |
|          |          | RAF Spitalgate    | Spitalgate Radio Relay Site (SPE)        | Lincolnshire     |           | 1964–1990 |           |           | Relaisstation im globalen Richtfunknetz US Air Force (STRATCOM/AIRCOM/EAME)                       |
|          |          | Crowland          | Crowland Radio Relay Site (CRD)          | Lincolnshire     |           | 1964–1990 |           |           | Relaisstation im globalen Richtfunknetz US Air Force (STRATCOM/AIRCOM/EAME)                       |
|          |          | Kirton in Lindsey | Kirton in Lindsey Radio Relay Site (KNY) | Lincolnshire     |           | 1964–1990 |           |           | Relaisstation im globalen Richtfunknetz US Air Force (STRATCOM/AIRCOM/EAME)                       |
|          |          | North Somercotes  | RAF Donna Nook                           | Lincolnshire     |           | seit 1976 |           |           | Luft-Boden-Schießplatz                                                                            |
|          |          | Gedney            | RAF Holbeach                             | Lincolnshire     |           | 1954–2006 |           |           | Luft-Boden-Schießplatz                                                                            |
|          |          | Friskney          | RAF Wainfleet                            | Lincolnshire     |           | 1950–2010 |           |           | Luft-Boden-Schießplatz                                                                            |

## London und Südengland
| APO 1955 | APO 1990 | Ort               | Station                                   | Grafschaft | SAC       | USAFE     | AFCC      | USAREUR   | USNAVEUR  | Bemerkung |
| -------- | -------- | ----------------- | ----------------------------------------- | ---------- | --------- | --------- | --------- | --------- | --------- | --- |
|          | 83       | London            | RAF Uxbridge                              | Middlesex  |           |           | 1960–1992 |           |           | Fernmeldestation |
|          |          | London (Uxbridge) | Hillingdon Radio Relay Site (HIN)         | Middlesex  |           | 1964–1990 |           |           |           | Relaisstation im globalen Richtfunknetz US Air Force (STRATCOM/AIRCOM/EAME)                                                               |
| 125      |          | London            | RAF Bushy Park (Camp Griffiss)            | Middlesex  |           |           | 1960–1992 | 1951–1958 |           | Fernmeldestation |
|          | 151      | London            | London                                    | Middlesex  |           |           |           |           |           | Aerial Mail Terminal |
| 241      | 553      | London            | RAF West Ruislip                          | Middlesex  |           |           |           |           | 1975–2006 | Von US Navy angemietet, logistische Unterstützung für RAF South Ruislip                                                                   |
|          |          | London            | RAF South Ruislip (SRP)                   | Middlesex  | 1952–1958 | 1949–1972 | 1960–1992 |           | 1975–2006 | HQ Third Air Force (1972 Verlegung nach RAF Mildenhall), HQ 7th Air Division (SAC) (1958 Verlegung nach High Wycombe), Air Force Hospital |
|          |          | London            | RAF Blenheim Crescent                     | Middlesex  |           | seit 2007 |           |           | 1960–2007 | Verwaltungsgebäude |
| 197      |          | London            | RAF West Drayton                          | Middlesex  |           |           | um 1965   |           |           | Verbindung zum Linesman-System der RAF (Frühwarnsystem)                                                                                   |
| 501      | 510      | London            | London (LDN)                              | Middlesex  |           |           |           |           | 1942–2009 | HQ U.S. Naval Forces, Eastern Atlantic and Mediterranean (NELM) und USNAVEUR (7 North Audley Street), North Sea District                  |
| 581      |          | London            | London                                    | Middlesex  |           |           |           |           |           | UK Terminal / USATT (US Army Transport Terminal)                                                                                          |
| 198      |          | Manston           | RAF Manston                               | Kent       | 1951–1955 | 1954–1961 |           |           |           | |
|          |          | Dunkirk           | RAF Dunkirk Radio Relay Station           | Kent       |           | 1964–1990 |           |           |           | |
|          |          | Swingate          | Swingate Radio Relay Station              | Kent       |           | 1964–1990 |           |           |           | |
|          |          | Maidstone         | RAF Cold Blow Lane Radio Relay Site (CDW) | Kent       |           | 1964–1990 |           |           |           | Relaisstation im globalen Richtfunknetz US Air Force (STRATCOM/AIRCOM/EAME)                                                               |
|          |          | Hythe             | RAF Hythe                                 | Kent       |           |           |           | 1964–1994 |           | Combat Equipment Base North Atlantic (POMCUS)                                                                                             |
|          |          | Oxted             | Botley Hill Farms Radio Relay Site (BFM)  | Surrey     |           | 1964–1990 |           |           |           | Relaisstation im globalen Richtfunknetz US Air Force (STRATCOM/AIRCOM/EAME)                                                               |
|          |          | Dean Hill         | Dean Hill Radio Relay Site (DHL)          | Wiltshire  |           | 1964–1990 |           |           |           | Relaisstation im globalen Richtfunknetz US Air Force (STRATCOM/AIRCOM/EAME)                                                               |
|          |          | Golden Pot Towers | Golden Pot Towers Radio Relay Site (GPR)  | Hampshire  |           | 1964–1990 |           |           |           | Relaisstation im globalen Richtfunknetz US Air Force (STRATCOM/AIRCOM/EAME)                                                               |
| 199      |          | Shaftesbury       | Shaftesbury                               | Dorset     |           | 1952–1960 |           |           |           | Shaftesbury Military Hospital |
|          |          | Ringstead         | Ringstead Radio Relay Site (RDS)          | Dorset     |           | 1964–1990 |           |           |           | Relaisstation im globalen Richtfunknetz US Air Force (STRATCOM/AIRCOM/EAME), Verbindung nach Gorramendi (Spanien)                         |
|          |          | Bulbarrow Hill    | Bulbarrow Hill Radio Relay Site (BBL)     | Dorset     |           | 1964–1990 |           |           |           | Relaisstation im globalen Richtfunknetz US Air Force (STRATCOM/AIRCOM/EAME)                                                               |
|          |          | Portland Bill     | Bill of Portland Radio Relay Site (BPD)   | Dorset     |           | 1964–1990 |           |           |           | Relaisstation im globalen Richtfunknetz US Air Force (STRATCOM/AIRCOM/EAME)                                                               |
|          |          | Locking           | RAF Locking                               | Somerset   |           |           |           |           | 1960–1992 | Fleet Hospital 10 |
|          | 511      | Newquay           | RAF St Mawgan                             | Cornwall   |           |           |           |           | 1960–1992 | Naval Weapons Facility, United States Navy Atomic Weapons Department                                                                      |
|          |          | St Eval           | RAF St Eval                               | Cornwall   | 1948–1951 |           |           |           |           | |

## Nordengland
| APO 1955 | APO 1990 | Ort                | Station                              | Grafschaft                | USAFE     | MAC       | ESC       | AFSPC     | USAREUR   | Bemerkung |
| -------- | -------- | ------------------ | ------------------------------------ | ------------------------- | --------- | --------- | --------- | --------- | --------- | --- |
| 124      | 75       | Warrington         | RAF Burtonwood                       | Lancashire, 1974 Cheshire | 1946–1953 | 1953–1959 |           |           | 1966–1994 | Burtonwood Army Depot, POMCUS |
|          | 210      | Harrogate          | Menwith Hill Field Station           | Yorkshire                 |           |           | 1956–2015 |           |           | Fernmelde- und elektronische Aufklärung |
| 243      |          | Middlewich         | RAF Cranage                          | Cheshire                  | 1944–1958 |           |           |           |           | Basis für Verbindungsflugzeuge |
|          | 659      | Whitby             | RAF Fylingdales (FYL)                | Yorkshire                 |           |           |           | seit 1962 |           | BMEWS (Ballistic Missile Early Warning System): NATO-Frühwarnsystem gegen Angriffe von Langstreckenraketen mit den Eckpunkten Fylingdales, Thule Air Base (Grönland) und Clear Air Station (Alaska) |
|          |          | Whitby             | Fylingdales Moor (FYL)               | Yorkshire                 |           |           |           | 1952–1993 |           | Europäische Terminalstation im Nordatlantischen Radio System (NARS) zwischen Island und Großbritannien, bestehend aus fünf (zeitweilig mit Thurso sechs) Stationen (Keflavik Air Base, Island, NATO-Code Site 41), Höfn (Island) (Site 42), Torshavn (Färöer-Inseln) (Site 43), Mormond Hill (Site 44), Fylingdales Moor (Site 46). Von Fylingdales Moor Verbindung über Martlesham Heath im Europäischen Breitbandsystem nach Flobecq (Belgien) |
|          |          | Hornsea            | RAF Cowden                           | Yorkshire                 | 1959–1998 |           |           |           |           | Luft-Boden-Schießplatz |
|          |          | Bishop Wilton Wold | Garrowby Hill Radio Relay Site (GHL) | Yorkshire                 | 1964–1990 |           |           |           |           | Relaisstation im globalen Richtfunknetz US Air Force (STRATCOM/AIRCOM/EAME) |

## Wales
| APO 1955 | APO 1990 | Ort       | Station      | Grafschaft    | USAREUR   | USNAVEUR  | Bemerkung                                                 |
| -------- | -------- | --------- | ------------ | ------------- | --------- | --------- | --------------------------------------------------------- |
|          | 519      | St Davids | RAF Brawdy   | Pembrokeshire |           | 1974–1995 | Naval Facility (Sound Surveillance System im Ostatlantik) |
|          |          | Caerwent  | RAF Caerwent | Monmouthshire | 1960–1990 |           | Reserve Storage Activity                                  |

## Schottland
| APO 1955 | APO 1990 | Ort          | Station                          | Grafschaft        | USAFE     | AFCC | MAC       | ESC       | USNAVEUR  | Bemerkung |
| -------- | -------- | ------------ | -------------------------------- | ----------------- | --------- | ---- | --------- | --------- | --------- | --- |
| 202      |          | Glasgow      | RAF Prestwick                    | Ayrshire          |           |      | 1945–1960 |           |           | Prestwick Ferry Port (Unterstützung für Transatlantikflüge) |
|          | 514      | Dunoon       | Holy Loch                        | Argyll and Bute   |           |      |           |           | 1960–1992 | Basis für Atom-U-Boote, Naval Support Activity, Fleet Ballistic Missile (FBM) Refit Site One |
|          | 515      | Campbeltown  | RAF Machrihanish                 | Argyll and Bute   |           |      |           |           | 1965–1995 | Naval Weapons Facility Det |
|          | 516      | Thurso       | Thurso                           | Caithness         |           |      |           |           | 1960–1992 | Naval Communication Station. Relaisstation im Nordatlantischen Radio System (NARS) zwischen Mormond Hill (Aberdeenshire) und Torshavn (Färöer-Inseln), von dort über Stationen in Höfn (Island) nach Keflavik (Island) |
|          |          | Aberdeen     | Aberdeen Antennae Site           | Aberdeenshire     |           |      |           |           | 1960–1992 | Naval Communication Station |
|          |          | Inverbervie  | RAF Inverbervie Antennae Site    | Aberdeenshire     |           |      |           |           | 1960–1992 | Naval Communication Station |
|          |          | Mormond Hill | Mormond Hill Communications Site | Aberdeenshire     | 1964–1990 |      |           |           |           | Relaisstation im Nordatlantischen Radio System (NARS) zwischen Fylingdales Moor (Yorkshire) und Thurso (Caithness/Schottland)                                                                                          |
|          |          | Latheron     | Latheron Antennae Site           | Caithness         |           |      |           |           | 1960–1992 | Naval Communication Station |
|          |          | Arbroath     | RAF Arbroath                     | Angus             |           |      |           |           | 1960–1992 | Fleet Hospital Support Facility 13 |
|          |          | Lanark       | RAF Lanark                       | Lanarkshire       |           |      |           |           | 1960–1992 | Fleet Hospital Support Facility 14 |
|          | 518      | Edzell       | RAF Edzell                       | Angus             |           |      |           | 1950–1997 | 1960–1996 | Naval Security Group Activity, Fernmelde- und elektronische Aufklärung |
|          |          | Tain         | RAF Tain                         | Ross and Cromarty | seit 1950 |      |           |           |           | Luft-Boden-Schießplatz |
|          |          | Fraserburgh  | RAF Rosehearty                   | Aberdeenshire     | 1994–2007 |      |           |           |           | Luft-Boden-Schießplatz |

## Isle of Man
| APO 1955 | APO 1990 | Ort   | Station        | Grafschaft  | USAFE     | Bemerkung              |
| -------- | -------- | ----- | -------------- | ----------- | --------- | ---------------------- |
|          |          | Jurby | RAF Jurby Head | Isle of Man | 1946–1993 | Luft-Boden-Schießplatz |

## Abkürzungen
| Abkürzung  | Text                                                            |
| ---------- | --------------------------------------------------------------- |
| AAA        | Anti Aircraft Artillery                                         |
| AADCOM     | Army Air Defense Command                                        |
| AFCC       | Air Force Communications Command                                |
| AFSPC      | Air Force Space Command                                         |
| AIRCOM     | Air Force Strategic Communications                              |
| BMEWS      | Ballistic Missile Early Warning System                          |
| Det        | Detachment                                                      |
| EAME       | European-African-Middle Eastern Communications Area             |
| ESC        | Electronic Security Command                                     |
| FBM        | Fleet Ballistic Missile                                         |
| FBW        | Fighter Bomber Wing                                             |
| FlaBtl     | Flugabwehrbataillon                                             |
| FmEloAufkl | Fernmelde- und elektronische Aufklärung                         |
| FRELOC     | Fast Relocation                                                 |
| GCHQ       | Government Communications Headquarters (UK)                     |
| GLCM       | Ground Launched Cruise Missile                                  |
| HQ         | Headquarters                                                    |
| INF        | Intermediate Range Nuclear Forces Treaty                        |
| MAC        | Military Airlift Command                                        |
| NARS       | North Atlantic Radio System                                     |
| NASA       | National Aeronautics and Space Administration                   |
| NATO       | North Atlantic Treaty Organisation                              |
| NELM       | Naval Forces, Eastern Atlantic and Mediterranean                |
| POMCUS     | Prepositioned Organizational Material Configurated to Unit Sets |
| RAF        | Royal Air Force                                                 |
| SAC        | Strategic Air Command                                           |
| Sqn        | Squadron                                                        |
| STRATCOM   | Strategic Communications System                                 |
| TRW        | Tactical Reconnaissance Wing                                    |
| UK         | United Kingdom                                                  |
| USAFE      | United States Air Force in Europe                               |
| USAREUR    | United States Army in Europe                                    |
| USATT      | United States Army Transport Terminal                           |
| USEUCOM    | United States European Command                                  |
| USNAVEUR   | United States Navy Europe                                       |
| USSC       | United States Space Command                                     |